# Maattajärvi
Maattajärvi är en sjö i Kiruna kommun i Lappland och ingår i Torneälvens huvudavrinningsområde. Sjön har en area på 0,298 kvadratkilometer och ligger 362 meter över havet. Maattajärvi ligger i Torneträsk-Soppero fjällurskog Natura 2000-område.

## Delavrinningsområde
Maattajärvi ingår i det delavrinningsområde (754841-172349) som SMHI kallar för Mynnar i Sekkujoki. Medelhöjden är 425 meter över havet och ytan är 41,61 kvadratkilometer. Det finns inga avrinningsområden uppströms utan avrinningsområdet är högsta punkten. Vattendraget som avvattnar avrinningsområdet har biflödesordning 4, vilket innebär att vattnet flödar genom totalt 4 vattendrag innan det når havet efter 359 kilometer. Avrinningsområdet består mestadels av skog (77 procent) och sankmarker (22 procent). Avrinningsområdet har 0,49 kvadratkilometer vattenytor vilket ger det en sjöprocent på 1,2 procent.